# Rebelião de Nápoles
A rebelião de Nápoles, também conhecida como os Quatro Dias de Nápoles (italiano: Quattro giornate di Napoli), refere-se ao popular levante da Segunda Guerra Mundial em Nápoles, Itália, em 28 a 30 de setembro de 1943, contra as forças de ocupação alemãs nazistas, imediatamente antes da chegada a Nápoles das forças aliadas em 1º de outubro do mesmo ano.
A revolta espontânea da resistência napolitana e italiana contra as forças de ocupação alemãs, apesar do armamento, organização ou planejamento limitados, interrompeu com sucesso os planos alemães de deportar napolitanos em massa, destruir a cidade e impedir que as forças aliadas ganhassem uma posição estratégica.
A cidade foi posteriormente agraciada com a Medalha de Ouro de Valor Militar. Os quatro dias são celebrados anualmente e foram tema do filme de 1962 Os Quatro Dias de Nápoles.

## Prelúdio

### Contexto histórico
De 1940 a 1943, Nápoles sofreu pesados bombardeios aliados, causando graves danos e grande perda de população civil. Calcula-se que 20.000 civis napolitanos morreram nos ataques indiscriminados. Mais de 3.000 morreram apenas no ataque de 4 de agosto de 1943, e cerca de 600 foram mortos e 3.000 feridos pela explosão do navio  Caterina Costa no porto em 28 de março. O patrimônio artístico e cultural da cidade também sofreu danos, incluindo a destruição parcial da Chiesa di Santa Chiara em 4 de dezembro de 1942. Com o avanço aliado no sul da Itália, os antifascistas na área de Nápoles (incluindo Fausto Nicolini, Claudio Ferri e Adolfo Omodeo) começaram a estabelecer contatos mais próximos com os comandantes aliados e solicitaram a libertação de Nápoles.
A partir de 8 de setembro de 1943, o dia em que o Armistício de Cassibile entrou em vigor, as forças do exército italiano na área (sem ordens, como a maioria das unidades na época) se dirigiram para Nápoles. Lá, a situação já era difícil graças aos bombardeios incessantes e ao desequilíbrio de forças, com 20.000 alemães contra 5.000 italianos em toda a Campânia . A situação em Nápoles logo se transformou em caos, com muitos altos funcionários, incapazes de tomar a iniciativa ou mesmo colaborando diretamente com os nazistas, desertando da cidade, seguidos pelas tropas italianas. Os que escaparam incluíram Riccardo Pentimalli e Ettore Del Tetto, os generais encarregados da responsabilidade militar de Nápoles, que fugiram em trajes civis. As últimas ações de Del Tetto antes de fugir foram entregar a cidade ao exército alemão e publicar um decreto proibindo as assembleias e autorizando os militares a disparar contra aqueles que desrespeitassem a proibição. Mesmo assim, esporádicas mas sangrentas tentativas de resistência surgiram em todo o quartel de Zanzur, até o quartel dos Carabinieri em Pastrengo e no 21º " Centro di Avvistamento " (Posto de Detecção Precoce) de Castel dell'Ovo.

### Turbulência

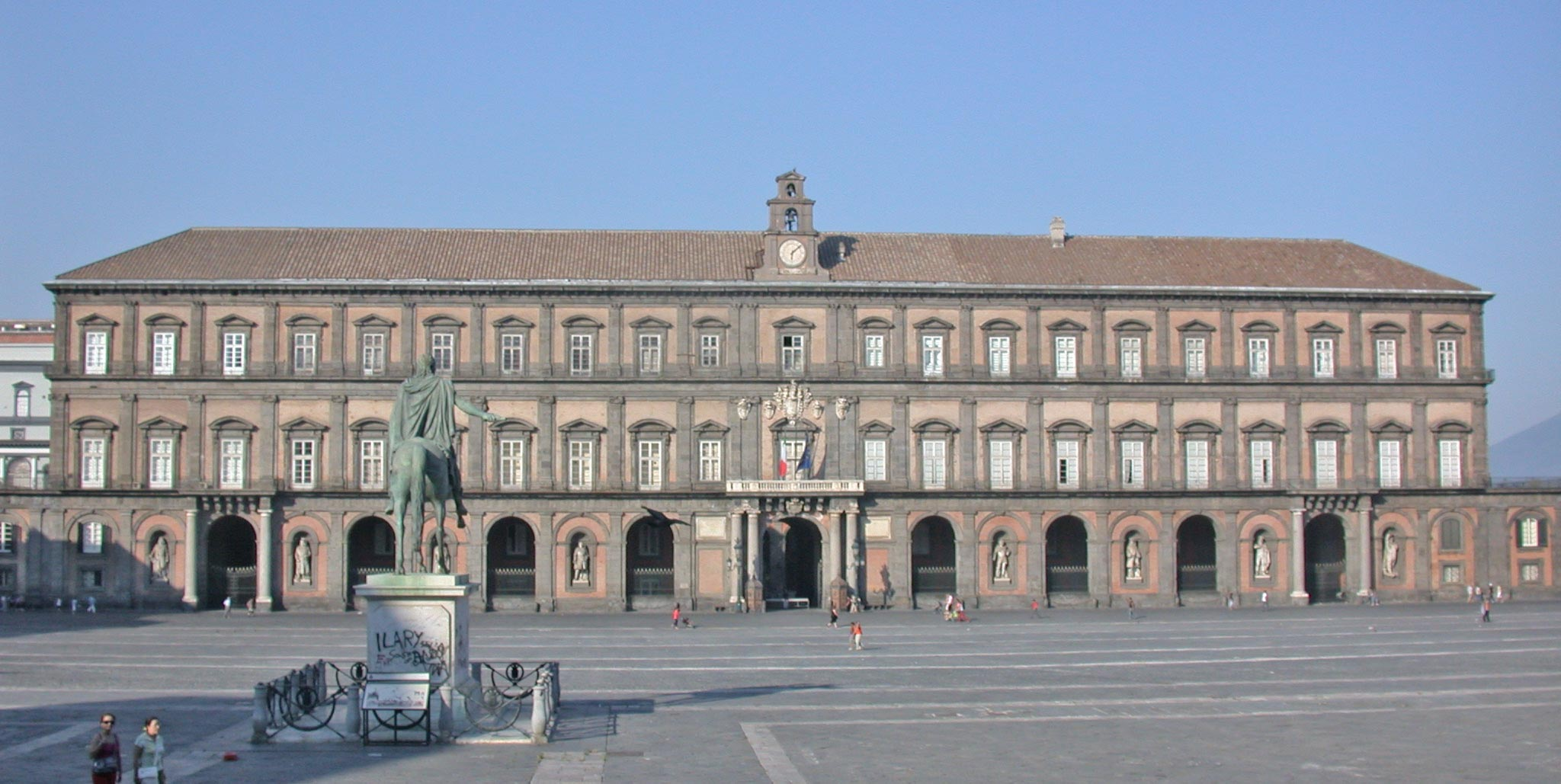
A Biblioteca nazionale Vittorio Emanuele III em Nápoles, onde ocorreram confrontos

Nos dias que se seguiram ao armistício, os episódios de intolerância e resistência armada contra os ocupantes alemães de Nápoles se intensificaram e foram mais ou menos organizados, inclusive em 1º de setembro, uma manifestação estudantil na Piazza del Plebiscito e a primeira reunião do Liceo Sannazaro em Vomero.
Em 9 de setembro, um grupo de cidadãos encontrou tropas alemãs no Palazzo dei Telefoni e conseguiu escapar para a Via Santa Brigida. O último episódio envolveu um membro do Carabiniere, que abriu fogo para defender uma loja de soldados alemães que tentavam saqueá-la.
Em 10 de setembro, entre a Piazza del Plebiscito e os jardins abaixo, ocorreu o primeiro confronto sangrento, com os napolitanos bloqueando com sucesso vários veículos motorizados alemães. Nas lutas, três marinheiros alemães e três soldados alemães morreram. Os ocupantes conseguiram libertar alguns dos presos pelos desordeiros graças a uma liminar de um oficial italiano, que convocou seus compatriotas a entregar alguns de seus reféns e todas as suas armas. A retaliação pelos confrontos na Piazza del Plebiscito veio rapidamente, e os alemães incendiaram a Biblioteca Nacional e abriram fogo contra a multidão que ali se reuniu.
Em 12 de setembro, vários soldados foram mortos nas ruas de Nápoles e cerca de 4.000 soldados e civis italianos foram deportados para trabalhos forçados. Um anúncio em 22 de setembro decretou o trabalho obrigatório para todos os homens de 18 a 33 anos e estabeleceu sua deportação forçada para campos de trabalho no norte da Itália e na Alemanha. Os napolitanos se recusaram e, quando os homens foram presos e levados ao estádio no Vomero, seguiu-se uma revolta civil.

### Estado de Sítio
No mesmo dia, o coronel Walter Schöll assumiu o comando dos ocupantes militares na cidade e declarou toque de recolher e estado de sítio, com ordens para executar todos os responsáveis por ações hostis contra as tropas alemãs e até 100 napolitanos para cada alemão morto.
As seguintes proclamações apareceram nas muralhas da cidade em 13 de setembro:
| “ | Com ação imediata a partir de hoje, assumo o controle absoluto com plenos poderes da cidade de Nápoles e arredores. 1. Cada cidadão que se comportar com calma desfrutará da minha proteção. Por outro lado, qualquer um que atue aberta ou sub-repticiamente contra as forças armadas alemãs será executado. Além disso, a casa do meliante e seus arredores imediatos serão destruídos e reduzidos a ruínas. Cada soldado alemão ferido ou assassinado será vingado cem vezes. 2. Ordeno toque de recolher das 20h às 6h. Somente em caso de alarme será permitido o uso da estrada para chegar ao abrigo mais próximo. 3. É proclamado o estado de sítio. 4. Dentro de 24 horas, todas as armas e munições de qualquer tipo, incluindo espingardas, granadas de mão, etc., devem ser entregues. Quem, após esse período, for encontrado em posse de uma arma será imediatamente executado. A entrega de armas e munições será feita às patrulhas militares alemãs. 5. As pessoas devem manter a calma e agir com razoabilidade. | ” |

As ordens foram seguidas pelo fuzilamento de oito prisioneiros de guerra na via Cesario Console, e um tanque abriu fogo contra estudantes que começavam a se reunir na universidade próxima e vários marinheiros italianos em frente à bolsa.
Um jovem marinheiro foi executado nas escadas do quartel-general, e milhares de pessoas foram obrigadas a comparecer pelas tropas alemãs. No mesmo dia, 500 pessoas também foram deportadas à força para Teverola, perto de Caserta e obrigadas a assistir à execução de 14 policiais, que ofereceram resistência armada às forças de ocupação.

## Sementes de rebelião
Juntos, as execuções indiscriminadas da guerra, os saques, o controle da população civil, o aumento da pobreza e da destruição, estimularam uma rebelião completamente espontânea na cidade, sem organização externa.

### 22 de setembro
Em 22 de setembro, os habitantes do bairro de Vomero conseguiram roubar munição de uma bateria de artilharia italiana; em 25 de setembro de 250 rifles foram roubados de uma escola; e em 27 de setembro os insurgentes napolitanos capturaram armas e munições adicionais.

### 23 de setembro
Entretanto, o Coronel Schöll em 23 de Setembro ordenou medidas adicionais para reprimir a população, incluindo a evacuação (dentro de 20 horas do mesmo dia) de toda a zona costeira até 300 m da orla. Aproximadamente 240.000 pessoas seriam obrigadas a abandonar as suas casas para permitir a criação de uma "zona de segurança militar", potencialmente um prelúdio para a destruição do porto. Quase simultaneamente, um manifesto do prefeito da cidade pedia trabalho obrigatório para todos os homens entre 18 e 30 anos, na verdade uma deportação forçada para campos de trabalho na Alemanha. Apenas 150 napolitanos dos 30.000 planejados responderam ao chamado, o que levou Schöll a enviar soldados a Nápoles para reunir e executar imediatamente os resistentes.

### 26 de setembro
Em resposta, em 26 de setembro, uma multidão desarmada saiu às ruas, opôs-se às batidas nazistas e libertou os resistentes da deportação. Os desordeiros foram acompanhados por ex-soldados italianos que até agora permaneceram escondidos.

## Os quatro dias

### 27 de setembro

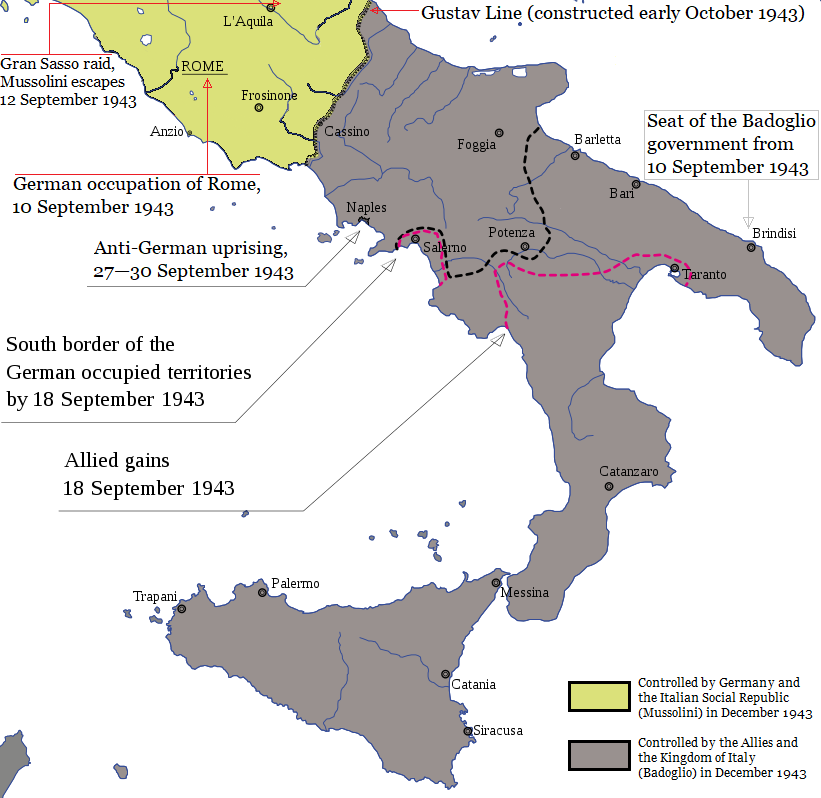
Situação militar italiana em setembro de 1943

Em 27 de setembro, um grande número de tropas alemãs capturou cerca de 8.000 napolitanos e 400-500 manifestantes armados responderam ao ataque.
Um dos primeiros focos de combate ocorreu em Vomero, onde um grupo de homens armados parou um carro alemão e matou o motorista do sargento alemão. No mesmo dia, ocorreram combates ferozes em diferentes áreas da cidade entre os insurgentes e os soldados alemães. Os alemães começaram a evacuar, estimulados por notícias, mais tarde provadas ser falsas, de um iminente desembarque aliado em Bagnoli .
Um tenente italiano, Enzo Stimolo, liderou um grupo de 200 insurgentes contra um depósito de armas em Castel Sant'Elmo, que foi capturado naquela noite, não sem derramamento de sangue, depois que os reforços alemães chegaram das áreas de Villa Floridiana e Campo Sportivo del Littorio .
Enquanto isso, um grupo de cidadãos se mudou para o Parco di Capodimonte (o Parque Capodimonte) em resposta a rumores de que os alemães estavam executando prisioneiros lá. Um plano insurgente para impedir que os engenheiros alemães destruíssem a Ponte della Sanità (a ponte Maddalena Cerasuolo ) e, assim, isolando o centro da cidade foi concebido e executado no dia seguinte.
Naquela noite, insurgentes atacaram e saquearam arsenais de armas nos quartéis da Via Foria e da Via San Giovanni a Carbonara .

### 28 de setembro
Em 28 de setembro, os combates aumentaram com mais cidadãos napolitanos se juntando ao motim. Em Materdei, uma patrulha alemã, que havia se refugiado em um prédio civil, foi cercada e sitiada por horas até a chegada dos reforços. No final, três napolitanos morreram na batalha.
Na Porta Capuana, um grupo de 40 homens, armados com rifles e metralhadoras, montaram um bloqueio na estrada, matando seis soldados inimigos e capturando quatro. Outros combates eclodiram em Maschio Angioino, Vasto e Monteoliveto.
Os alemães lançaram ataques em Vomero e fizeram prisioneiros dentro do Campo Sportivo del Littorio, o que provocou um ataque ao campo esportivo por um partido liderado por Enzo Stimolo, que libertou os prisioneiros no dia seguinte.

### 29 de setembro
No terceiro dia do motim, as ruas de Nápoles testemunharam violentos confrontos. Como nenhuma conexão pôde ser estabelecida com organizações antifascistas nacionais como a Fronte Nazionale (uma ramificação do Comitato di Liberazione Nazionale), a insurreição ainda estava sem direção central, as operações estavam nas mãos de líderes locais.
Na Praça Giuseppe Mazzini, um substancial partido alemão reforçado por tanques atacou 50 rebeldes, matando 12 e ferindo mais de 15 deles. O bairro operário de Ponticelli sofreu um pesado bombardeio de artilharia após o qual unidades alemãs cometeram vários massacres indiscriminados entre a população. Outros combates ocorreram perto do Aeroporto Capodichino e da Piazza Ottocalli, nos quais três aviadores italianos foram mortos.
Nas mesmas horas, no quartel-general alemão no Corso Vittorio Emanuele, que foi repetidamente atacado por insurgentes, foram iniciadas negociações entre Schöll e Stimolo para o retorno dos prisioneiros do Campo Sportivo em troca da retirada gratuita dos alemães de Nápoles.

### 30 de setembro
Enquanto as tropas alemãs já haviam iniciado a evacuação da cidade antes da chegada das forças anglo-americanas de Nocera Inferiore, Antonio Tarsia na Cúria, um professor do ensino médio, proclamou-se chefe dos rebeldes e assumiu plenos poderes civis e militares. Entre outras coisas, ele emitiu disposições sobre os horários precisos de abertura das lojas e a disciplina dos cidadãos.
A luta não cessou, e os canhões alemães nas alturas de Capodimonte bombardearam a área entre Port'Alba e Piazza Mazzini durante todo o dia. Outros combates ocorreram na área de Porta Capuana.
Os alemães em fuga deixaram para trás incêndios e massacres, incluindo a queima do Arquivo do Estado de Nápoles, o que causou grande perda de informações e documentos históricos. Poucos dias depois, houve uma explosão no Palazzo delle Poste, em Nápoles, que foi atribuída a explosivos alemães.

## Libertação de Nápoles

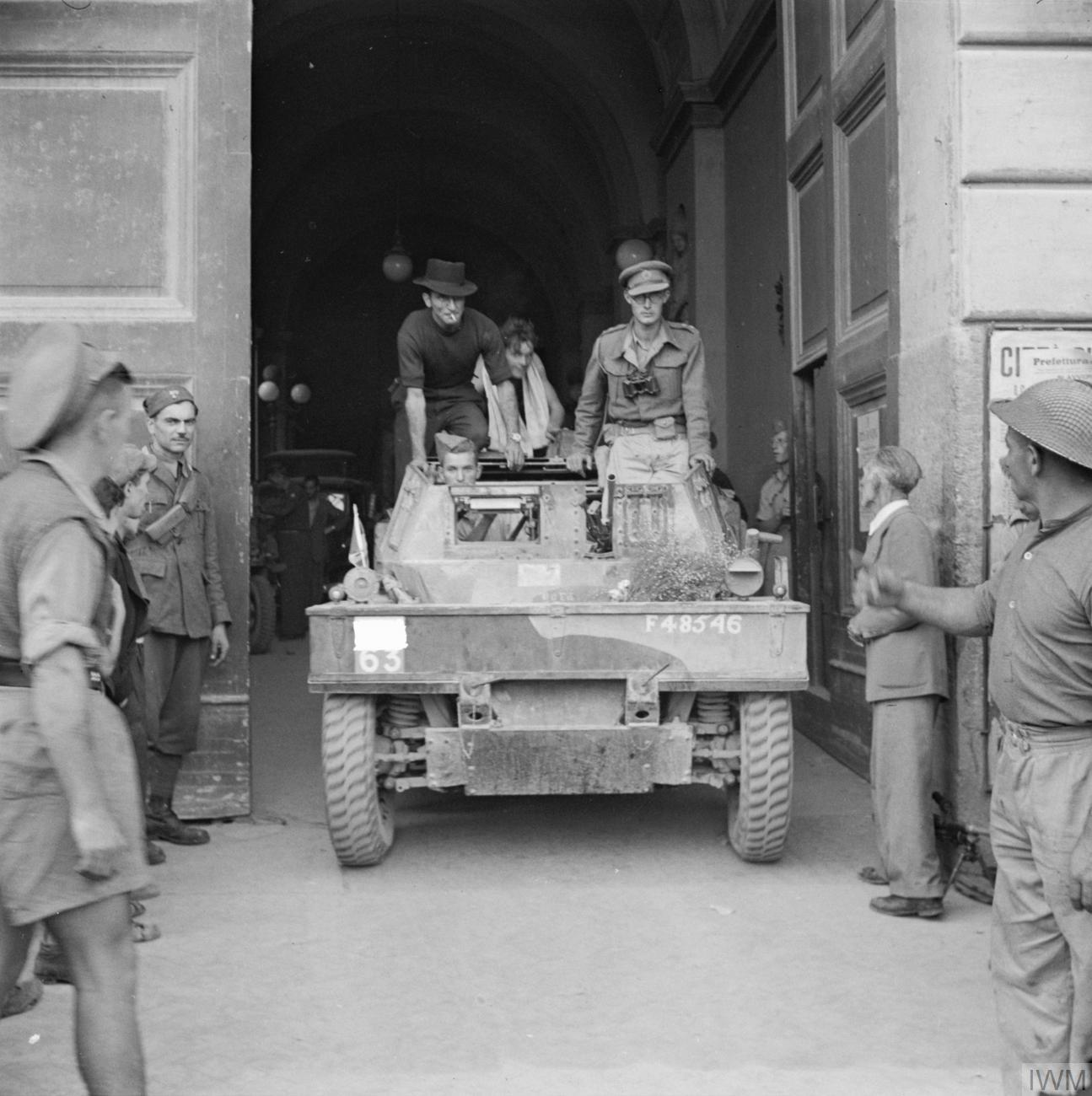
Carro de escuteiro Daimler da 1ª Guarda do Dragão do Rei na prefeitura de Nápoles, 1 de outubro de 1943

Às 09:30 de 1 de outubro, as patrulhas blindadas dos Guardas Dragões do Rei foram a primeira unidade aliada a chegar a Nápoles, seguidas pelos Royal Scots Grays reforçados por tropas da 82ª Divisão Aerotransportada . No final do dia, o comandante-chefe alemão na Itália - Generalfeldmarschall Albert Kesselring - considerou a retirada concluída com sucesso.
As estatísticas dos quatro dias de Nápoles variam: de acordo com alguns autores, 168 manifestantes e 159 cidadãos desarmados foram mortos de acordo com a comissão ministerial do pós-guerra para o reconhecimento de vítimas partidárias, as baixas totalizaram 155, mas os registros do cemitério de Poggioreale listaram 562 mortes.
Em contraste com outros episódios de resistência na Itália após o armistício de 8 de setembro, que também envolveu fascistas italianos, a maioria dos combates ocorreu entre italianos e alemães. A revolta impediu os alemães de organizar a resistência em Nápoles contra uma ofensiva aliada e/ou destruir a cidade antes de uma retirada alemã, como Adolf Hitler havia ordenado.
Em 22 de dezembro, os generais Riccardo Pentimalli e Ettore Deltetto, que abandonaram Nápoles aos alemães depois de 8 de setembro, foram condenados pelo Supremo Tribunal de Justiça a 20 anos de prisão militar, por colaboração ativa com os alemães. Domenico Tilena, chefe da seção provincial fascista durante os distúrbios, foi condenado a seis anos e oito meses.

## Na cultura popular
O episódio histórico da rebelião de Nápoles foi relembrado no filme de 1962 de Nanni Loy, Os Quatro Dias de Nápoles, indicado ao Oscar de melhor filme estrangeiro e melhor roteiro. As cenas finais do filme "Tutti a casa" estrelado por Alberto Sordi (1960) também retrataram os acontecimentos, especificamente os de 28 de setembro.